# Ordre du Mérite militaire (Maroc)
L'ordre du Mérite militaire (en arabe : Wissam Al-Istihkak Al-Askari) est un wissam royal, ordre honorifique dont les distinctions sont décidées et décernées par le roi du Maroc à des militaires pour leurs services, y compris en temps de paix.

## Insigne
L'insigne est composé d'une plaque en or de 80 mm de diamètre en plus d’une médaille de 55 mm. La plaque se porte sur le côté gauche de la poitrine. La médaille est portée en écharpe.

## Récipiendaires
2024

### Grand officier
- Michael Langley: général d’armée et commandant du commandement des États-Unis d’Amérique pour l’Afrique (US AFRICOM)[3].

### Commandeur
- Todd R. Wasmund: général de division et commandant la force opérationnelle de l’Europe du Sud des forces armées américaines en Afrique (SETAF-AF)[4].

### Chevalier
- Abdeslam Tellal : officier général colonel major - commandant d'armes Marocain émérite, ayant fait ses preuves sur le terrain. Fantassin, parachutiste, reconnu pour ses qualités personnelles et militaires exceptionnelles.
- Michael Woods : officier du rang supérieur de l’AFRICOM[5].
- Heidi Engel : adjudant planificateur Logistique de l’exercice “African Lion 2024”